# Csehi Tibor
Csehi Tibor (Kalocsa, 1963. március 27. –) válogatott labdarúgó, középpályás. A Budapest Honvéd FC örökös bajnoka. Testvérei István és Zoltán is labdarúgók, több élvonalbeli csapatban is megfordultak.

## Pályafutása

### A válogatottban
1989 és 1991 között három alkalommal szerepelt a válogatottban.

## Sikerei, díjai
- Magyar bajnokság
  - bajnok: 1987–88, 1988–89, 1990–91
  - 3.: 1991–92
- Magyar kupa
  - győztes: 1989
  - döntős: 1988, 1990

## Statisztika

### Mérkőzései a válogatottban
| Magyarország | Magyarország         | Magyarország            | Magyarország | Magyarország | Magyarország | Magyarország | Magyarország | Magyarország |
| #            | Dátum                | Helyszín                | Hazai        | Eredmény     | Vendég       | Kiírás       | Gólok        | Esemény      |
| ------------ | -------------------- | ----------------------- | ------------ | ------------ | ------------ | ------------ | ------------ | ------------ |
| 1.           | 1989. április 4.     | Budapest, Népstadion    | Magyarország | 3 – 0        | Svájc        | barátságos   | -            | 76'          |
| 2.           | 1989. június 4.      | Dublin, Landsdowne Road | Írország     | 2 – 0        | Magyarország | vb-selejtező | -            | 66'          |
| 3.           | 1991. szeptember 11. | Győr, Rába ETO Stadion  | Magyarország | 1 – 2        | Írország     | barátságos   | -            |              |
|              | Összesen             |                         |              | 3            | mérkőzés     |              | 0            | gól          |